# Pseudagrion commoniae
Pseudagrion commoniae е вид водно конче от семейство Coenagrionidae. Видът не е застрашен от изчезване.

## Разпространение
Разпространен е в Ботсвана, Замбия, Зимбабве, Кения, Малави, Мозамбик, Намибия, Сомалия, Танзания, Уганда и Южна Африка.